# Pegomya moehringiae
Pegomya moehringiae är en tvåvingeart som beskrevs av Willi Hennig 1957. Pegomya moehringiae ingår i släktet Pegomya och familjen blomsterflugor.
Artens utbredningsområde är Tyskland. Inga underarter finns listade i Catalogue of Life.